# McLaren MP4/11
McLaren MP4/11 - спортивный автомобиль, разработанный конструктором Нилом Оутли для команды McLaren. Участвовал в сезоне Формулы-1 1996 года. Машину пилотировали Мика Хаккинен, проводивший третий сезон в команде, и Дэвид Култхард, перешедший из Williams.

## История
В предыдущем сезоне команда испытывала большие проблемы с надежностью двигателей Mercedes-Benz. В сезоне 1996 многие проблемы удалось решить. В Mercedes работали над улучшением надежности и производительности своего мотора, а инженеры McLaren работали над улучшением шасси. Но отставание от лидеров все равно было существенным.
Лучшим результатом MP4/11 в гонке стало 2-е место Култхарда в хаотичной гонке в Монако. Однако по результатам сезона шотландец уступил в общем зачете своему финскому партнеру по команде.
Автомобиль развивался и совершенствовался по ходу сезона. Модернизированная версия шасси MP4/11B была готова к Гран При Великобритании и из оставшихся семи гонок, четыре Хаккинен закончил на подиуме.
В Кубке Конструкторов 1996 года команда заняла 4-е место.
Сезон 1996 стал последним годом долголетнего сотрудничества McLaren и Marlboro, новым титульным спонсором команды стал другой табачный бренд - West.

## Результаты гонок
| Год  | Команда                   | Двигатель               | Шины | Пилоты   | АВС  | БРА  | АРГ  | ЕВР | САН  | МОН | ИСП  | КАН | ФРА | ВЕЛ | ГЕР  | ВЕН  | БЕЛ  | ИТА  | ПОР  | ЯПО | Место | Очки |
| ---- | ------------------------- | ----------------------- | ---- | -------- | ---- | ---- | ---- | --- | ---- | --- | ---- | --- | --- | --- | ---- | ---- | ---- | ---- | ---- | --- | ----- | ---- |
| 1996 | Marlboro McLaren Mercedes | Mercedes-Benz FO110 V10 | G    | Хаккинен | 5    | 4    | Сход | 8   | 8    | 6   | 5    | 5   | 5   | 3   | Сход | 4    | 3    | 3    | Сход | 3   | 4     | 69   |
| 1996 | Marlboro McLaren Mercedes | Mercedes-Benz FO110 V10 | G    | Култхард | Сход | Сход | 7    | 3   | Сход | 2   | Сход | 4   | 6   | 5   | 5    | Сход | Сход | Сход | 13   | 8   | 4     | 69   |

| Легенда к таблице |                                                                    |
| --- | ------------------------------------------------------------------ |
| В таблице перечислены результаты всех Гран-при Формулы-1, в которых использовался автомобиль. Строками таблицы являются сезоны, столбцами — этапы чемпионата мира. В каждой клетке указаны сокращённое название этапа и результат, дополнительно обозначенный цветом. Расшифровка обозначений и цветов представлена в нижеследующей таблице. |                                                                    |
| \| Пример \| Описание \| \| ------------ \| ------------------------------------------------------------------ \| \| 1 \| Победитель \| \| 2 \| Второе место \| \| 3 \| Третье место \| \| 5 \| Финишировал, заработав очки \| \| Сход \| Не финишировал, но при этом заработал очки \| \| 12 \| Финишировал, не получив очков \| \| НКЛ \| Финишировал, но не попал в финальную классификацию \| \| 15 \| Участвовал вне зачёта, либо по отдельной классификации \| \| 18 \| Не финишировал, но попал в финальную классификацию \| \| Сход \| Не финишировал \| \| НКВ \| Не прошёл квалификацию \| \| НПКВ \| Не прошёл предквалификацию \| \| ДСК \| Дисквалифицирован \| \| ИСК \| Исключён из протокола соревнований \| \| ТТ \| Заявлен для участия только в тренировках \| \| НС \| Участвовал в квалификации, но не стартовал в гонке \| \| Т \| Травмирован или болен \| \| ОТК \| Отказ от участия \| \| НТР \| Прибыл на соревнования, но на трассу не выезжал \| \| НПР \| Был заявлен в числе участников, но не прибыл к началу соревнований \| \| О \| Соревнования отменены \| \| \| Не участвовал \| \| Поул-позиция \| \| \| Быстрый круг \| \| |                                                                    |
| Пример | Описание                                                           |
| 1 | Победитель                                                         |
| 2 | Второе место                                                       |
| 3 | Третье место                                                       |
| 5 | Финишировал, заработав очки                                        |
| Сход | Не финишировал, но при этом заработал очки                         |
| 12 | Финишировал, не получив очков                                      |
| НКЛ | Финишировал, но не попал в финальную классификацию                 |
| 15 | Участвовал вне зачёта, либо по отдельной классификации             |
| 18 | Не финишировал, но попал в финальную классификацию                 |
| Сход | Не финишировал                                                     |
| НКВ | Не прошёл квалификацию                                             |
| НПКВ | Не прошёл предквалификацию                                         |
| ДСК | Дисквалифицирован                                                  |
| ИСК | Исключён из протокола соревнований                                 |
| ТТ | Заявлен для участия только в тренировках                           |
| НС | Участвовал в квалификации, но не стартовал в гонке                 |
| Т | Травмирован или болен                                              |
| ОТК | Отказ от участия                                                   |
| НТР | Прибыл на соревнования, но на трассу не выезжал                    |
| НПР | Был заявлен в числе участников, но не прибыл к началу соревнований |
| О | Соревнования отменены                                              |
| | Не участвовал                                                      |
| Поул-позиция |                                                                    |
| Быстрый круг |                                                                    |